# Kleßen-Görne
Die Gemeinde Kleßen-Görne liegt im Landkreis Havelland. Sie gehört zum Amt Rhinow und ist mit 340 Einwohnern die kleinste Gemeinde des Landes Brandenburg (Stand: 2025).

## Geografie
Kleßen-Görne liegt ca. 70 km nordwestlich der Berliner Stadtgrenze und ca. 15 km nordöstlich von Rathenow, südlich der Niederungen des Rhinluches, zwischen dem bis zu 77 Meter über NHN hohen Höhenrücken Ländchen Friesack und dem südlich befindlichen Großen Havelländischen Hauptkanal. In der Nähe des Ortsteiles Kleßen liegt der Kleßener See mit einem kleinen Campingplatz, bei Görne der Görner See im gleichnamigen Naturschutzgebiet.

## Gemeindegliederung
Die Gemeinde besteht aus den Ortsteilen Kleßen und Görne mit dem bewohnten Gemeindeteil Dickte sowie dem Wohnplatz Görner Mühle.

## Geschichte
Kleßen wurde schon 1280 als Cletzin erwähnt. Von 1352 bis 1872 gehörte der Ort den Grafen von Bredow. Görne wurde 1353 als See to Gorne erwähnt. Seinen heutigen Namen erhielt der Ort 1669.
Kleßen und Görne gehörten seit 1817 zum Kreis Westhavelland in der preußischen Provinz Brandenburg und ab 1952 zum Kreis Rathenow im DDR-Bezirk Potsdam. Seit 1993 liegen die Orte im brandenburgischen Landkreis Havelland.
Die Gemeinde Kleßen-Görne entstand am 31. Dezember 2002 aus dem freiwilligen Zusammenschluss der bis dahin selbstständigen Gemeinden Görne und Kleßen und hatte zu diesem Zeitpunkt 456 Einwohner.

## Bevölkerungsentwicklung
| Jahr | Kleßen | Görne |      | Jahr | Kleßen-Görne |
| ---- | ------ | ----- | ---- | ---- | ------------ |
| 1875 | 321    | 416   | 2002 | 456  |              |
| 1910 | 294    | 374   | 2005 | 425  |              |
| 1939 | 287    | 373   | 2010 | 393  |              |
| 1946 | 426    | 599   | 2015 | 339  |              |
| 1950 | 530    | 579   | 2020 | 357  |              |
| 1971 | 326    | 301   | 2021 | 352  |              |
| 1990 | 305    | 207   | 2022 | 354  |              |
| 1995 | 317    | 180   | 2023 | 340  |              |
| 2000 | 306    | 177   | 2024 | 348  |              |
| 2001 | 299    | 174   |      |      |              |

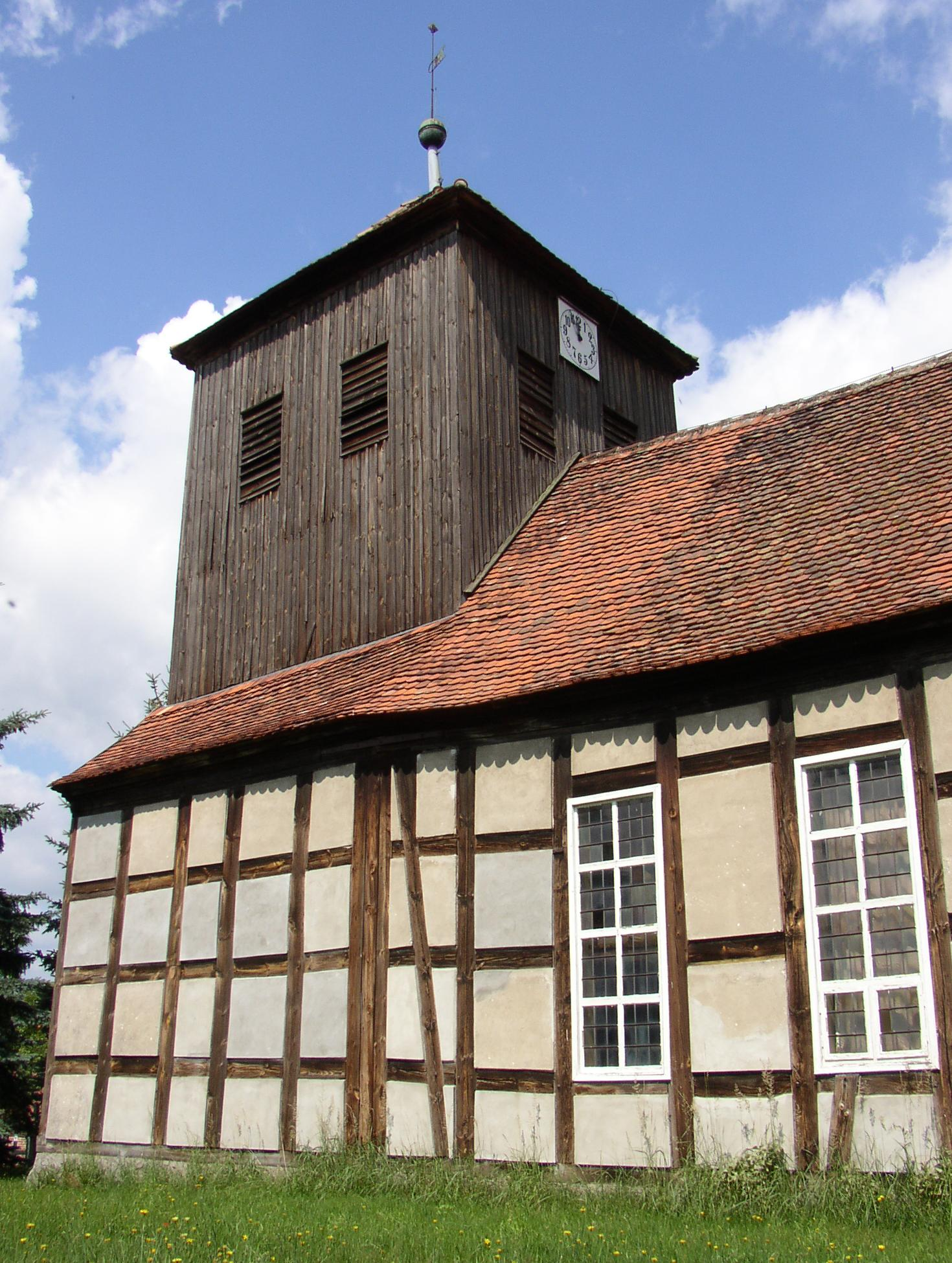
Kirche in Görne

Gebietsstand des jeweiligen Jahres, Einwohnerzahl: Stand 31. Dezember (ab 1991), ab 2011 auf Basis des Zensus 2011, ab 2022 auf Basis des Zensus 2022

## Politik

### Gemeindevertretung
Die Gemeindevertretung von Kleßen-Görne besteht entsprechend der Einwohnerzahl der Gemeinde aus 10 Gemeindevertretern und dem ehrenamtlichen Bürgermeister. Die Kommunalwahl am 9. Juni 2024 führte bei einer Wahlbeteiligung von 78,9 % zu folgendem Ergebnis:
| Partei / Wählergruppe           | Stimmenanteil 2019 | Sitze 2019 |        | Stimmenanteil 2024 | Sitze 2024 |
| ------------------------------- | ------------------ | ---------- | ------ | ------------------ | ---------- |
| Einzelbewerberin Carmen Siebert | 19,6 %             | 1          | 26,6 % | 1                  |            |
| Einzelbewerber Paul-Egon Zander | 15,2 %             | –          | 14,6 % | –                  |            |
| CDU                             | 33,9 %             | 3          | 13,4 % | 1                  |            |
| Einzelbewerber Dennis Lähns     | –                  | –          | 12,1 % | 1                  |            |
| Wählergruppe Bauern             | –                  | –          | 10,5 % | 1                  |            |
| Einzelbewerber Sven Leist       | 14,0 %             | 1          | 10,1 % | 1                  |            |
| SPD                             | 12,0 %             | 1          | 08,5 % | 1                  |            |
| Einzelbewerber Elmar Stäbler    | –                  | –          | 04,2 % | –                  |            |
| Einzelbewerberin Maria Mundry   | 05,3 %             | –          | –      | –                  |            |
| Insgesamt                       | 100 %              | 6          | 100 %  | 6                  |            |

Bei der Wahl 2019 entsprach der Stimmenanteil von Carmen Siebert zwei Sitzen. Daher blieb nach § 48 (6) des Brandenburgischen Kommunalwahlgesetzes ein Sitz in der Gemeindevertretung unbesetzt. Bei der Wahl 2024 entsprach ihr Stimmenanteil drei Sitzen. Daher bleiben zwei Sitze in der Gemeindevertretung unbesetzt.
Paul-Egon Zander kandidierte bei beiden Wahlen sowohl als Gemeindevertreter als auch als Bürgermeister. Da er die Wahl zum Bürgermeister annahm, bleibt nach § 60 (3) des Brandenburgischen Kommunalwahlgesetzes sein Sitz als Gemeindevertreter unbesetzt.

### Bürgermeister
- 2003–2008: Michael Austen[13]
- 2008–2010: Ingo Bernhardt[14]
- 2011–2015: Cornelia Eckert[15]
- 2016–2019: Joachim Tessenow[16]
- seit 2019: Paul-Egon Zander

Zander wurde in der Bürgermeisterwahl am 26. Mai 2019 mit 56,3 % der gültigen Stimmen gewählt. Er wurde am 9. Juni 2024 ohne Gegenkandidat mit 65,4 % der gültigen Stimmen in seinem Amt bestätigt. Seine Amtszeit beträgt fünf Jahre.

## Sehenswürdigkeiten
In der Liste der Baudenkmale in Kleßen-Görne stehen die in der Denkmalliste des Landes Brandenburg eingetragenen Baudenkmale.
- Gutshaus Kleßen, 1723 von der Familie von Bredow barock erbaut, 1858 klassizistisch umgebaut. Seit Mitte der 1990er Jahre wird das Gutshaus restauriert. Auf dem zugehörigen Wirtschaftshof steht ein Wasserturm. Der „Märkische Gutsgarten“ wurde 1999 neu angelegt und kann besichtigt werden.
- Spielzeugmuseum im Havelland in der alten Dorfschule, bedeutende Sammlung von historischem Spielzeug, vieles aus den ehemaligen Spielzeugfabriken in der Stadt Brandenburg an der Havel, große Sammlung von Eisenbahnen, insbesondere Märklin, sowie eine umfangreiche Sammlung von antiken Puppen, Puppenstuben und Kaufläden
- Kirche Kleßen, ursprünglich ein Fachwerkbau aus dem Jahr 1698 mit hölzerner Taufe von 1607 und Patronatsempore mit Wappen und Inschriften. 1717 erhielt das Gotteshaus eine Orgel. Der Westturm wurde 1886 aus Backstein errichtet, die Kirche 1913 grundlegend erneuert und als Putzbau ausgeführt.[20]
- Gutshaus Görne, 1786 von Christoph Philipp Gerhard von Bredow erbaut.
- Dorfkirche Görne, rechteckiger Fachwerkbau aus dem Jahr 1728 mit verbrettertem Turm, der 1740 errichtet wurde.

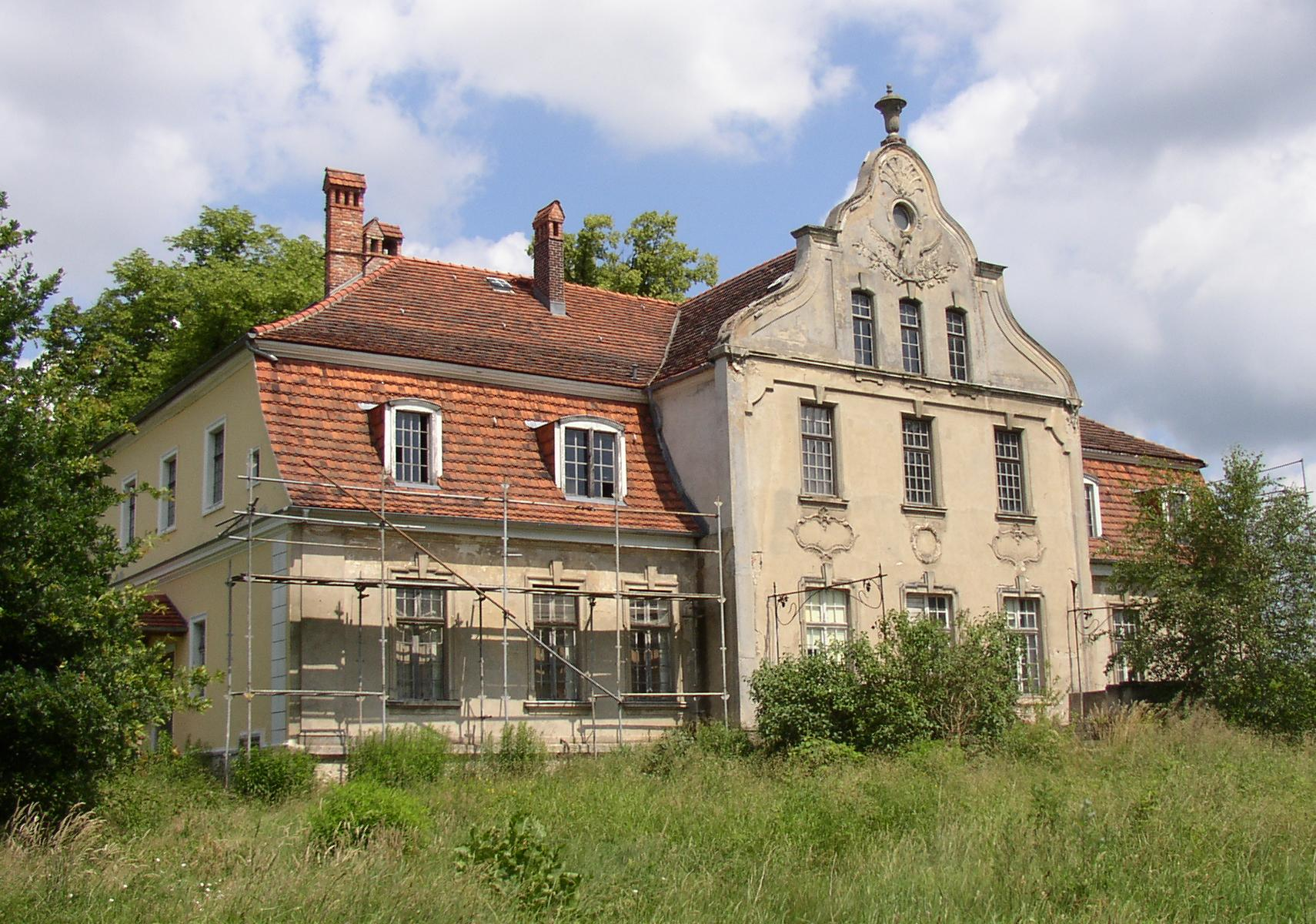
Herrenhaus in Görne
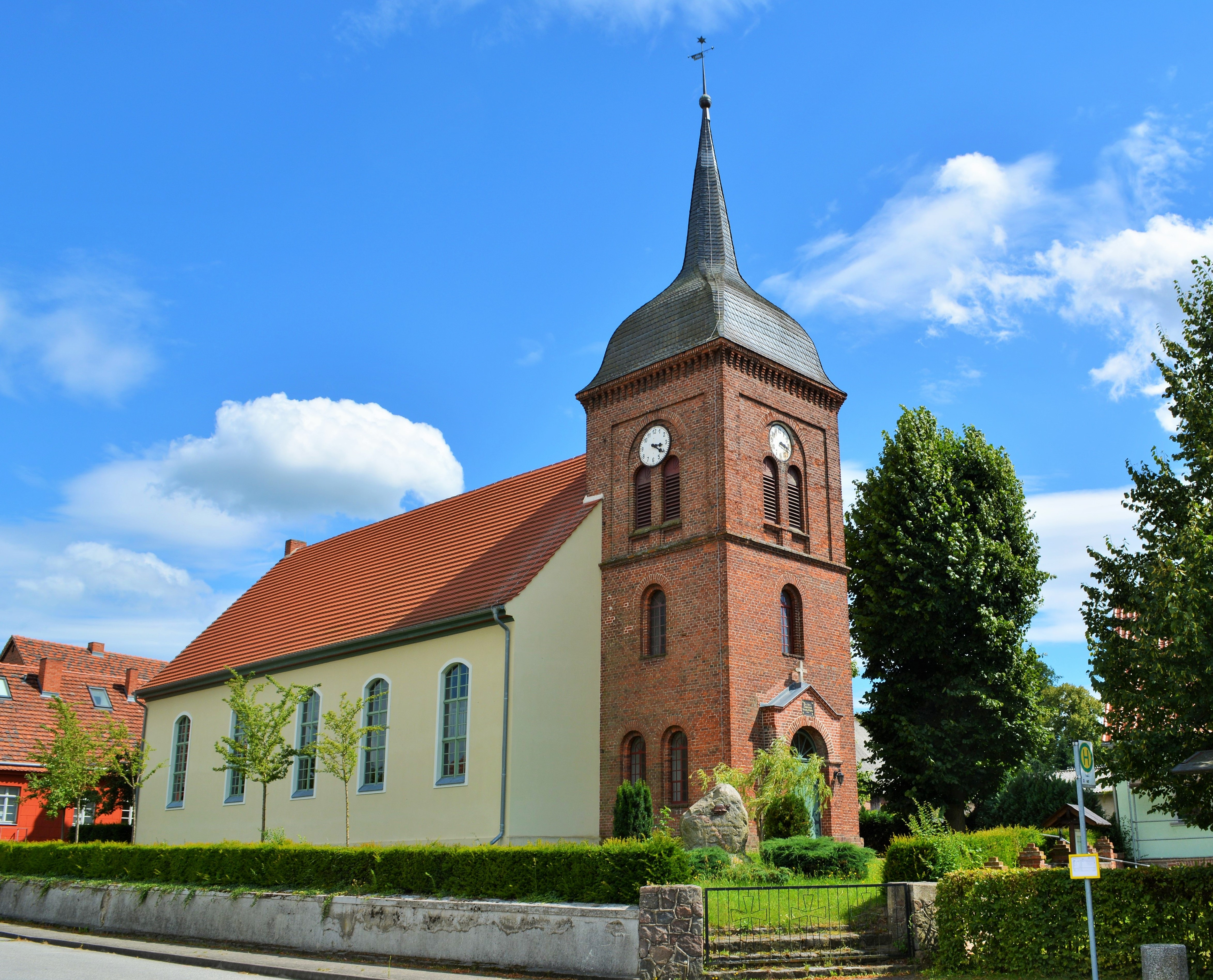
Dorfkirche Kleßen
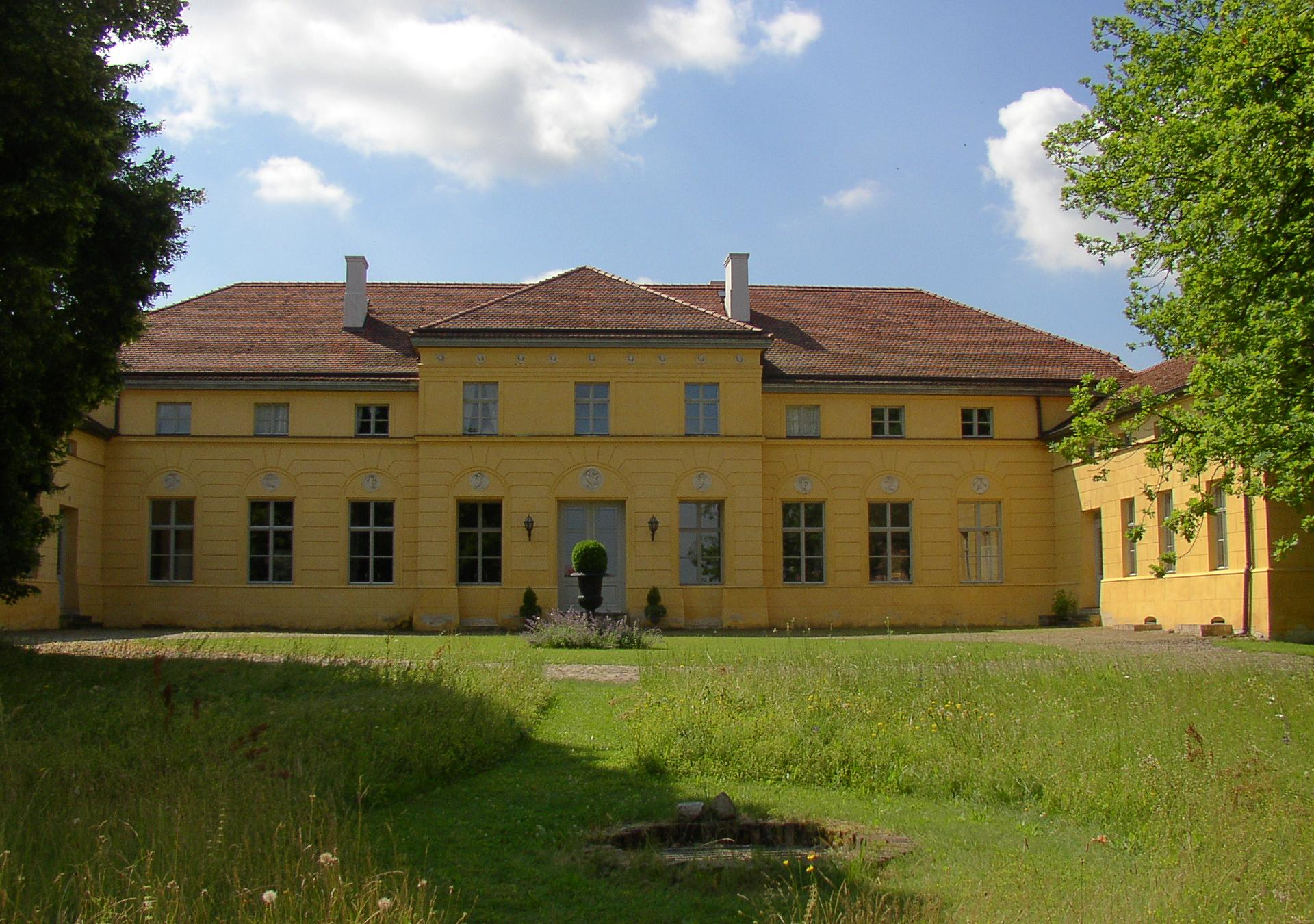
Herrenhaus in Kleßen
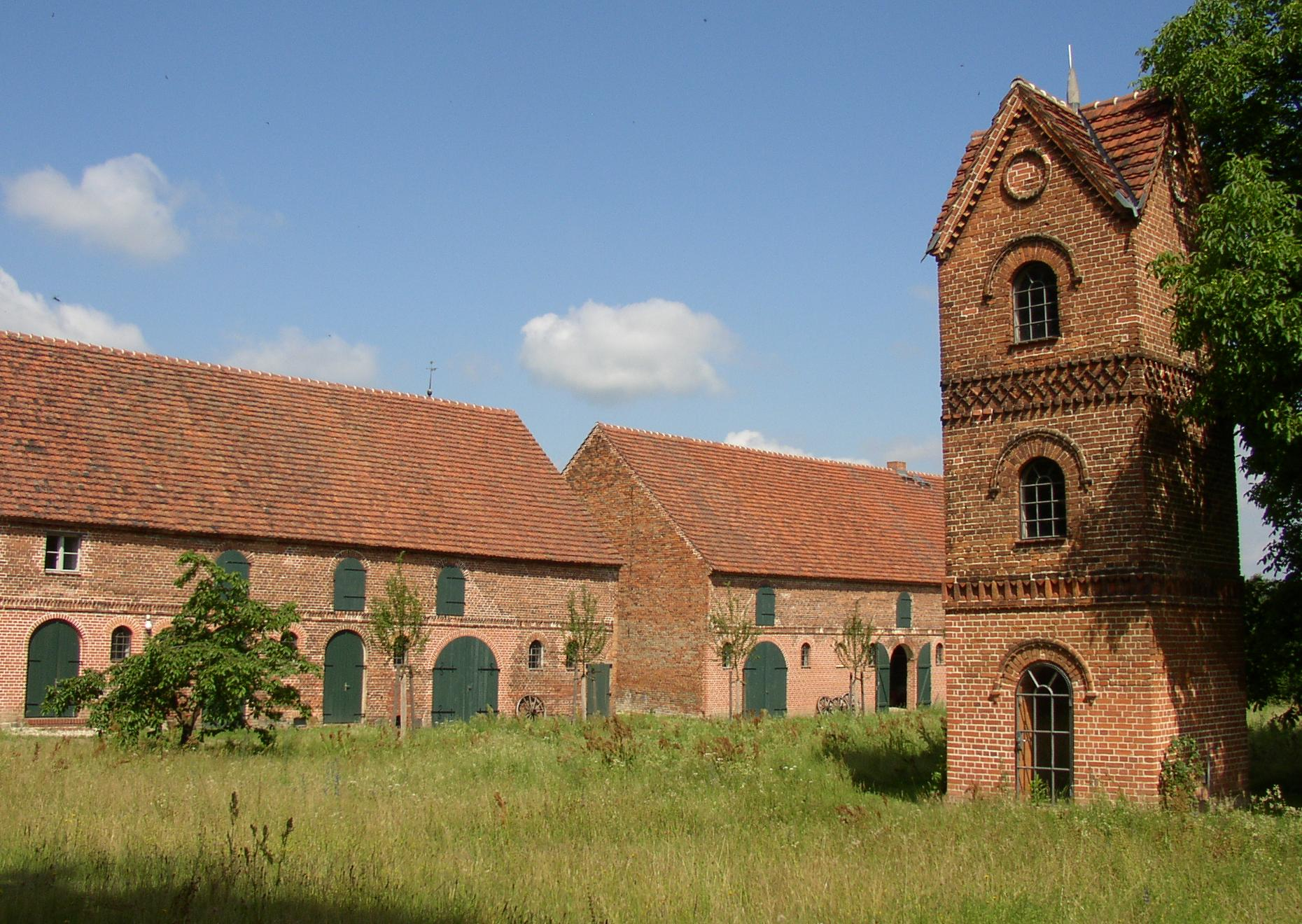
Wirtschaftshof mit Taubenturm in Kleßen
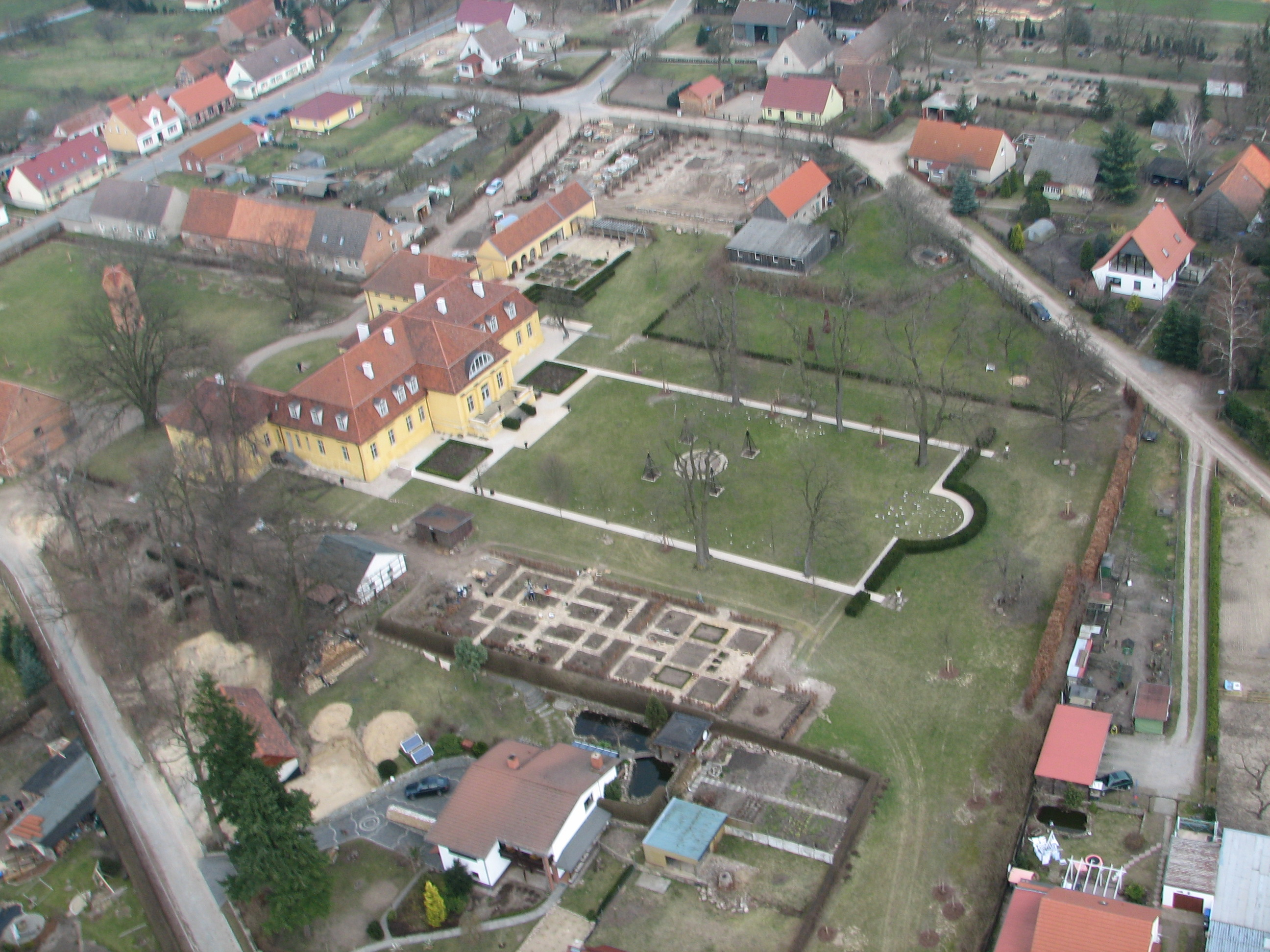
Herrenhaus Kleßen mit Park und Wirtschaftshof (links)

## Infrastruktur

### Verkehr
Kleßen-Görne liegt an der Landesstraße L 17 zwischen Rhinow und Friesack, westlich der B 5 und nördlich der B 188.

### Mobilfunk
Im Juli 2018 erreichte Kleßen-Görne bundesweit mediale Aufmerksamkeit. Ca. 50 Journalisten waren angereist, um über die Eröffnung zweier mobiler Funkmasten für eine bessere Netzabdeckung durch den Minister für Verkehr und digitale Infrastruktur,  Andreas Scheuer (CSU) zu berichten. Im Vorfeld hatte der Ort mit seiner schlechten Netzabdeckung sogar bis nach Japan Schlagzeilen gemacht. Die Einwohner mussten bis zu diesem Zeitpunkt oft kilometerweit fahren oder auf Leitern steigen, um telefonieren zu können, da das Dorf sich in einer Senke befindet. Im Jahr 2020 wurden die mobilen Masten durch permanente Installationen ersetzt, weil Telekommunikationsanbieter sich Mobilfunkmasten nicht teilen dürfen, gab es auch im Jahr 2022 noch Meldungen über die Errichtung von Funkmasten im Gemeindegebiet.

## Persönlichkeiten
- Friedrich Ludwig Wilhelm von Bredow (1763–1820), preußischer Gutsbesitzer, geboren in Görne
- Ludwig von Bredow (1790–1852), preußischer Oberbergrat, geboren in Kleßen
- Wilkin Graf von Bredow (1855–1921), Politiker, Mitglied des Preußischen Herrenhauses, geboren in Görne
- Werner Bader (1922–2014), Journalist und Autor, lebte in Görne